# Jairo Ortega Ramírez
Jairo Ortega Ramírez – kolumbijski polityk, nauczyciel akademicki i prawnik, kilkukrotny deputowany do Izby Reprezentantów. W 1982 roku w wyniku rezygnacji z mandatu, członkiem parlamentu został jego ówczesny zastępca – Pablo Escobar.        

## Życiorys
Był dziekanem Wydziału Prawa na uniwersytecie w Medellin. W latach 1967–1970 był skarbnikiem miejskim Medellin.  
W wyborach parlamentarnych w 1982 roku był kandydatem partii Nuevo Liberalismo do Izby Reprezentantów z departamentu Antioquia, jego zastępcą w kampanii był Pablo Escobar. Został wybrany lecz po wyborach zrzekł się mandatu umożliwiając Escobarowi zostanie deputowanym w parlamencie. Luis Carlos Galán postanowił następnie obu wyrzucić z partii. Wraz z Escobarem założył następnie partię Renovación Liberal, której został prezesem.  
W wyborach parlamentarnych w 1986 roku został ponownie wybrany deputowanym. W 1989 roku wraz z 21 innymi parlamentarzystami złożył propozycję ustawy korzystną dla baronów narkotykowych dotyczącą przeprowadzenia referendum w sprawie ekstradycji osób skazanych za przestępstwa narkotykowe do Stanów Zjednoczonych. W 1991 roku bezskutecznie kandydował do Senatu z list Alberto Santofimio, po czym wycofał się z działalności politycznej.  
Został następnie wykładowcą na Universidad Cooperativa de Colombia. Od 2003 roku prowadzi kancelarię prawną. W sierpniu 2018 roku został wezwany w charakterze świadka w sprawie dotyczącej zabójstwa Rodrigo Lara Bonilli.  

## W kulturze
- W serialu Pablo Escobar, el patrón del mal z 2012 roku został przedstawiony jako Javier Ortiz, w jego postać wciela się Fabio Restrepo[8]
- W serialu Narcos wyprodukowanym przez Netlix w 2015 roku w jego postać wciela się Julian Bustamante[9]